# Колковичи
Колковичи (рос. Колковичи) — село в Ярцевському районі Смоленської області Росії. Входить до складу Зайцевського сільського поселення.
Населення — 930 осіб (2007).

## Розташування
Розташоване в центральній частині області за 10 км на північ від міста Ярцево та залізничної станції Ярцево, за 10 км на північ від магістралі М1, на березі річки Царевич.

## Історія
За даними на 1859 рік у власницькому селі Духовщинського повіту Смоленської губернії мешкало 297 осіб (142 чоловічої статі та 155 — жіночої), налічувалось 26 дворових господарств, існувала православна церква, відбувався щорічний ярмарок.
У роки Німецько-радянської війни село окуповано гітлерівськими військами у липні 1941 року, звільнено у вересні 1943 року.